# Enganyapastors d'Etiòpia
L'enganyapastors d'Etiòpia (Caprimulgus poliocephalus) és una espècie d'ocell de la família dels caprimúlgids (Caprimulgidae) que habita pastures i clars dels boscos de les terres altes de l'est de Sudan del Sud, oest i centre d'Etiòpia, Uganda, Kenya i Tanzània, República Democràtica del Congo, nord est de Zàmbia i extrem nord-est de Malawi, oest d'Angola, Burundi i Ruanda.